# Juan P. Arnau
Juan Pedro Arnau (Nacido el 6 de julio de 1973 en Madrid) es un jugador de fútbol americano en el equipo de Rivas Osos (Rivas-Vaciamadrid) perteneciente a la Liga Nacional de Fútbol Americano (LNFA). Juega en la posición de línea defensivo (defensive line) con la camiseta 66.
- Datos: Q5807155